# Conrad (modelauto)
Conrad is een Duitse fabrikant van modelauto's, waaronder de merken Tamiya, HPI-Racing, Carson en Reely.
Eind jaren 70 produceerde het in opdracht van Mercedes-Benz drie modellen in de schaal 1:66. In jaren 80 en 90 produceerde het in opdracht van Volkswagen modellen in de schaal 1:43. Het maakt tot op heden vrachtwagens in de schaal 1:50.
Het bedrijf heeft in het verleden ook modelauto's van Volvo vrachtwagens gemaakt.

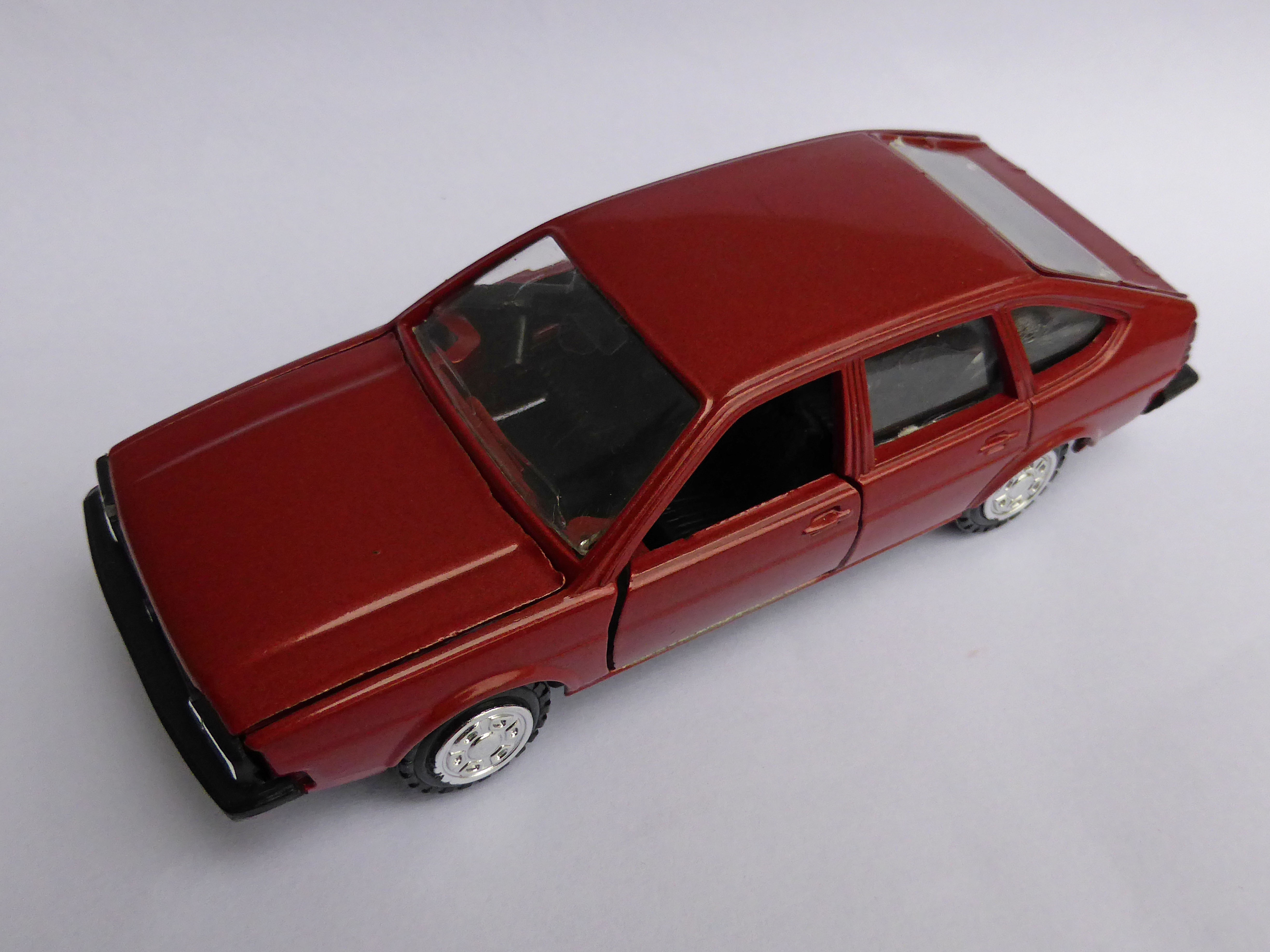
VW Passat (B2) in de schaal 1:43.
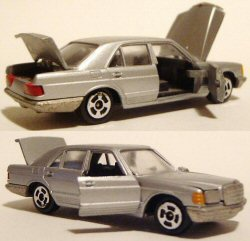
Mercedes-Benz W126 in de schaal 1:66.